# Hokej na trawie na Letnich Igrzyskach Olimpijskich 1908
Wyniki turnieju hokeja na trawie, na Letnich IO 1908 w Londynie. Udział wzięło 6 państw (Szkocja, Walia, Anglia, Irlandia, Niemcy i Francja). Złoty medal przypadł Anglii, srebro – Irlandii, zaś brąz Szkocji i Walii. W turnieju startowali wyłącznie mężczyźni.

## Rezultaty

### Runda pierwsza
| 29 października 1908 | Anglia | 10:1 | Francja |  |
|                      |        |      |         |  |

| 29 października 1908 | Szkocja | 4:0 | Cesarstwo Niemieckie |  |
|                      |         |     |                      |  |

### Półfinały
| 29 października 1908 | Szkocja | 1:6 | Anglia |  |
|                      |         |     |        |  |

| 29 października 1908 | Irlandia | 3:1 | Walia |  |
|                      |          |     |       |  |

### Mecz dodatkowy
| 30 października 1908 | Cesarstwo Niemieckie | 1:0 | Francja |  |
|                      |                      |     |         |  |

### Finał
| 31 października 1908 | Anglia | 8:1 | Irlandia |  |
|                      |        |     |          |  |

## Tabela medalowa
| Lp. | Państwo         | Medal |
| --- | --------------- | ----- |
| 1   | Anglia          |       |
| 2   | Irlandia        |       |
| 3   | Szkocja i Walia |       |